# Crudia katikii
Crudia katikii är en ärtväxtart som beskrevs av Bernard Verdcourt. Crudia katikii ingår i släktet Crudia, och familjen ärtväxter. Inga underarter finns listade i Catalogue of Life.